# Mount Guterch
Mount Guterch är ett berg i Antarktis. Det ligger i Västantarktis. Argentina, Chile och Storbritannien gör anspråk på området. Toppen på Mount Guterch är 1 100 meter över havet.
Terrängen runt Mount Guterch är kuperad åt nordost, men åt sydväst är den bergig. Havet är nära Mount Guterch åt nordost. Trakten är glest befolkad. Närmaste befolkade plats är Gonzalez Videla Station, 8,2 kilometer nordväst om Guterch.